# 曹祥仁
曹祥仁（1914年7月28日—1975年8月24日），湖北大冶县曹寅公村人，中华人民共和国政治人物、外交官。

## 生平

### 民国时期
曹祥仁早年父母双亡，常为人放牛，在亲友的支持下读完初小。1929年5月，加入中国社会主义青年团，后转为中国共产党党员。1929年，在湖北阳新参加红军。1930年1月至1931年9月，在红三军团四师参加作战并负过伤。1931年9月，调入红三军团无线电训练班学习，毕业后到电台工作。1932年5月，调入红一方面军总司令部情报科工作，同年8月与曾希圣等一同破解密码。1933年5月至1936年10月，任中央军委第二局破译科科长。1933年8月，在中央苏区荣获三等红星奖章。参加中央苏区历次反围剿斗争和中央红军长征。
1936年，曹祥仁任红一方面军司令部第二科科长。1936年11月至1937年4月，任前敌总指挥部、援西军指挥部二科科长。彭富九回忆：“抄马家的报是我从事侦收工作以来最为困难的一次。因为信号太差，报经常抄得不全，有漏字，我们称为‘梅花报’。。。幸好曹祥仁同志破译能力强，拿着那些残缺不全的‘梅花报’钻研，在行军途中就把马家军的密码基本破开了。”1937年4月中旬，援西军二科人员安全返回到延安。1937年6月至1938年3月，进入抗日军政大学学习。1939年，任中共中央军委总参谋部第二局副局长。同年11月至1943年1月、1945年任总参谋部第二局局长，曾任八路军晋察冀军区气象局局长。1941年著《密码学总论》。1943年6月，进入中共中央党校一部学习。1945年4月至6月，作为晋察冀代表团成员出席中共七大。8月至10月，任中共中央军委总参谋部第二局局长。1945年9月至1947年3月，兼任晋察冀军区第二局局长、情报处处长。
1947年5月至12月，曹祥仁任东北民主联军情报处处长。1948年1月至8月，任东北军区兼东北野战军第二局局长。曹祥仁到达东北时，由于陆续有王继芳等一些机要人员投奔国民政府，以及蒋介石令国防部及中央军情报系统更换密码，导致东北民主联军的技侦工作陷于困境，情报获得锐减。1947年6月，东北民主联军进攻四平失利，与情报不准有直接关系。之后，曹祥仁与林非、岳军等人建立新的工作方法，不久后便破译了国军的密码，重新掌握了东北国军情报。1948年8月，任东北野战军副参谋长兼第二局局长。辽沈战役期间，东北二局的情报为林彪等东野首长决策提供重要支撑。林彪赞扬说：“二局工作很重要，在这次战争中起了极大的作用。战争之胜利有你们的工作因素，其作用不亚于几个纵队。”1949年3月，任中央军委机要工程学校校长兼党委书记。

### 共和国时期
1949年10月1日，中华人民共和国成立。同月4日，中华人民共和国与保加利亚人民共和国建立正交外交关系。1950年7月，开始派遣驻保加利亚特命全权大使，曹祥仁担任首位中华人民共和国驻保加利亚大使。1954年，由周竹安接任。1954年12月至1958年2月，任国务院第一机械工业部副部长。1958年6月至12月，调任中共黑龙江省委书记处书记。9月至12月，兼任黑龙江省第一工业部部长。1958年12月至1967年1月，任中共浙江省委书记处书记。第四届全国人民代表大会代表。
1975年8月24日，在北京因病逝世。